# Hernán Salas Quintanal
Hernán Javier Salas Quintanal (Santiago de Chile, 31 de marzo de 1962) es un antropólogo especializado en los temas de globalización (económica, social y cultural), transformaciones rurales, sistema agroalimentario mundial, cultura regional y fronteras, diversidad, identidad y patrimonio cultural.

## Trayectoria
Es Investigador Titular C del Instituto de Investigaciones Antropológicas (IIA) de la Universidad Nacional Autónoma de México (UNAM), donde además es profesor y coordinó el Posgrado en Antropología (Maestría y Doctorado). Asimismo, es profesor de los posgrados en Antropología de la Escuela Nacional de Antropología e Historia (ENAH) y de Estudios Regionales del Instituto de Investigaciones Dr. José María Luis Mora; así como de las Licenciaturas en Desarrollo y Gestión Intercultural de la Facultad de Filosofía y Letras y en Antropología de la Facultad de Ciencias Políticas y Sociales de la UNAM.
Forma parte del Sistema Nacional de Investigadores desde 2002. Ha dictado más de 100 ponencias y conferencias especializadas. También ha dirigido más de 60 tesis de licenciatura, maestría y doctorado. A su vez, ha publicado 16 libros, más de 60 artículos en revistas especializadas y capítulos de libro.

### Publicaciones destacadas
Entre sus obras publicadas, destacan: Desierto y fronteras. El norte de México y otros contextos culturales (IIA-UNAM 2004); Nuevas ruralidades: expresiones de la transformación social en México (UNAM y Juan Pablos Editor 2011); El río Nazas, la historia de un patrimonio lagunero (UNAM, 2011); Migración, diversidad y fronteras culturales (UNAM 2011); Atlas del paisaje cultural del Estado de Tlaxcala (Gobierno de Tlaxcala 2013); Identidad y patrimonio cultural en América Latina (UNAM 2013); Transformaciones rurales en la globalización (UNAM 2016); Nativitas Tlaxcala, la construcción en el tiempo de un territorio rural (UNAM 2014); El patrimonio: diálogo cultural entre México y Francia (UNAM 2018, versión español-francés); El patrimonio biocultural y los saberes tradicionales en el campo mexicano (AMER 2017) y Etnografías contemporáneas del poder: formas de dominación en el mundo rural (IIA-UNAM 2020).

### Distinciones académicas
Durante el período 2019-2022 presidió la directiva de la Asociación Latinoamericana de Sociología Rural (ALASRU). En 2021 recibió mención honorífica en el concurso “La pandemia de la Covid-19 en México: causas, consecuencias y significados sociales” (Revista Mexicana de Sociología del Instituto de Investigaciones Sociales de la UNAM). En 2012 fue reconocido con el Premio Fray Bernardino de Sahagún en el área de Etnología y Antropología Social en la categoría “Mejor investigación” por el trabajo El río Nazas. La historia de un patrimonio lagunero (INAH-Conaculta).